# Фуш-ан-дер-Гросглоккнерштрасе
Фуш-ан-дер-Гросглоккнерштрасе (нем. Fusch an der Großglocknerstraße) — коммуна в Австрии, в федеральной земле Зальцбург. 
Входит в состав округа Целль-ам-Зе.  Население составляет 754 человека (на 15 мая 2001 года). Занимает площадь 158,06 км². Официальный код  —  5 06 04.
Коммуна расположена в начале живописной высокогорной дороги Гросглокнер.

## Фотографии

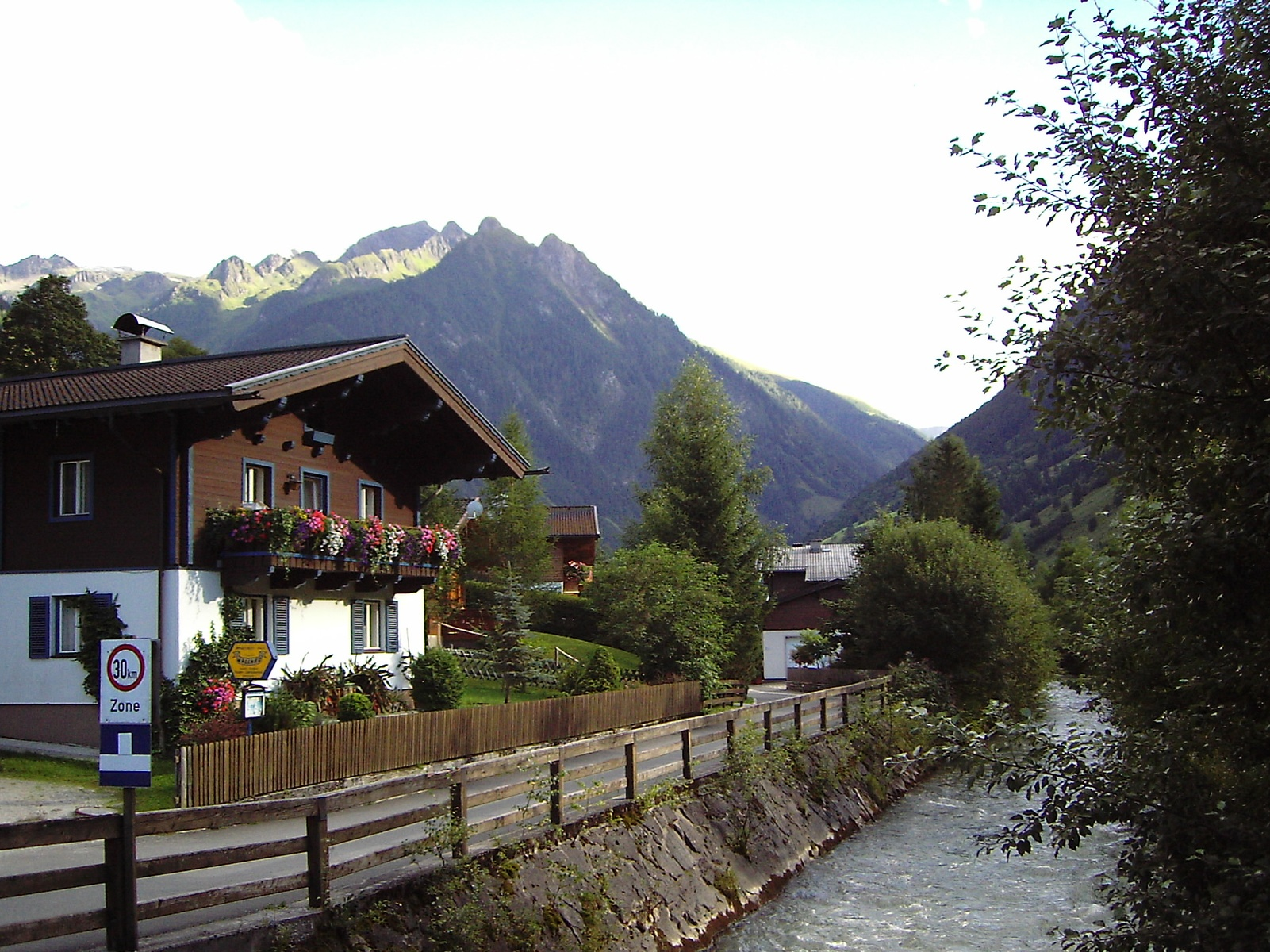
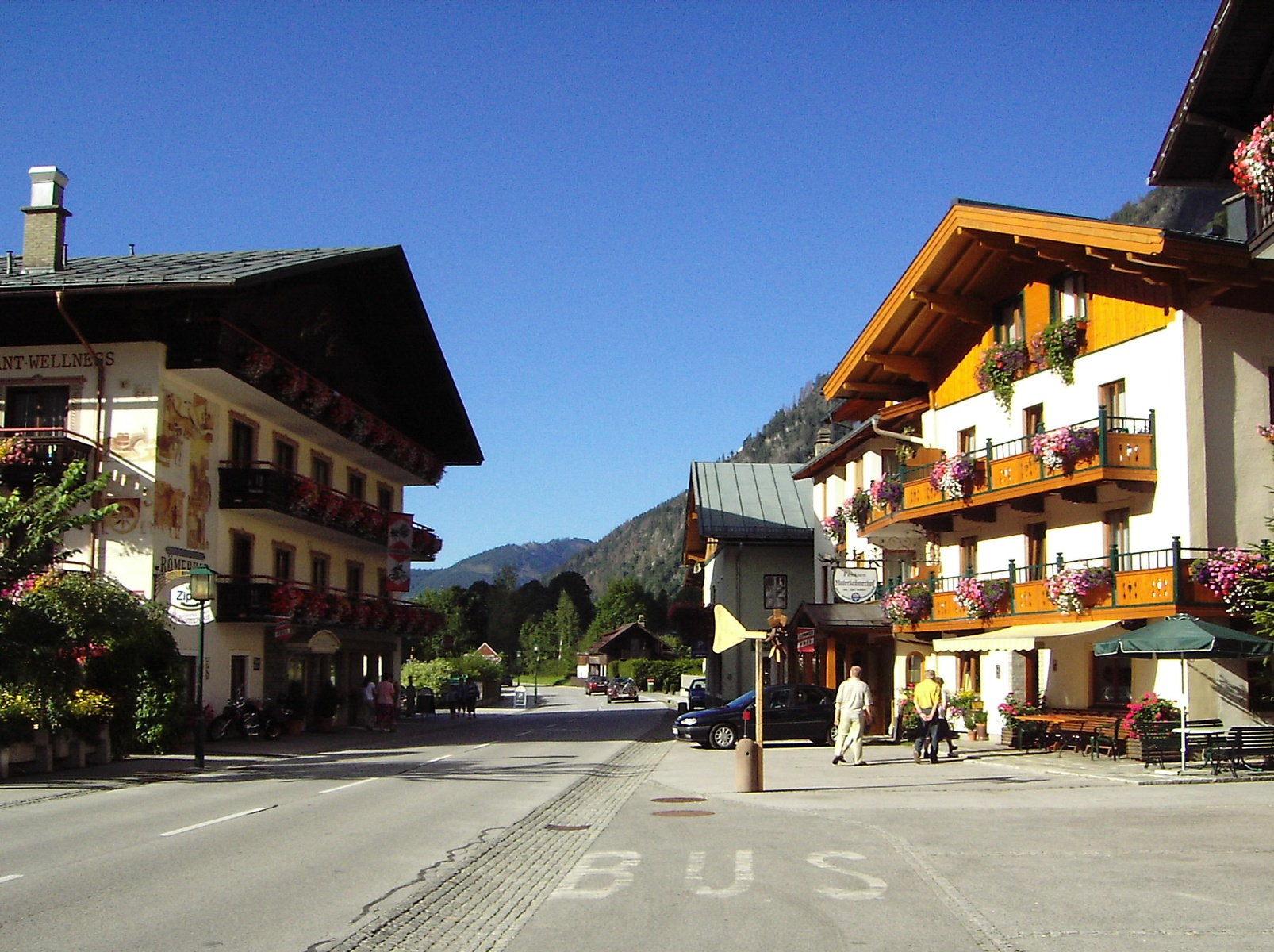
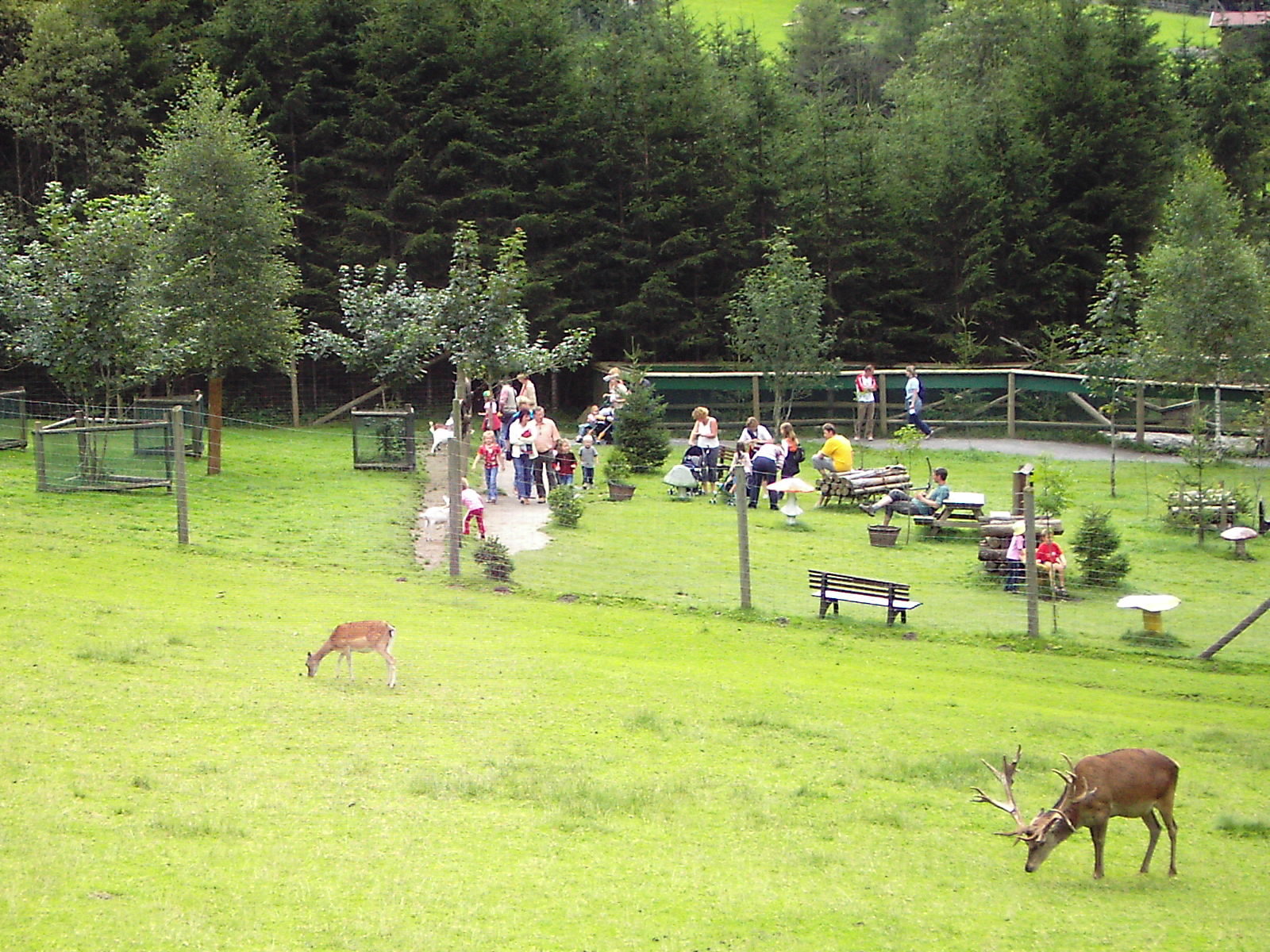

## Политическая ситуация
Бургомистр коммуны — Леонхард Мадрайтер (АНП) по результатам выборов 2004 года.
Совет представителей коммуны (нем. Gemeinderat) состоит из 9 мест.
- АНП занимает 6 мест.
- СДПА занимает 3 места.